# Bruno Wolke
Pour les articles homonymes, voir Wolke.
Bruno Wolke (né le 4 mai 1904 à Rixdorf et mort le 23 décembre 1973 à Rottenburg) est un coureur cycliste allemand. Il s'est classé troisième du championnat du monde sur route de 1928. Son frère Rudolf a également été cycliste professionnel.

## Palmarès
- 1927
  - 7e étape du Großen Opelpreis von Deutschland
  - Rund um Berlin
  - 3e du championnat d'Allemagne du contre-la-montre par équipes amateurs
- 1928
  - 3e du championnat d'Allemagne sur route
  -  Médaillé de bronze du championnat du monde sur route